# Saint-Jean-le-Vieux (Pireneje Atlantyckie)
Saint-Jean-le-Vieux – miejscowość i gmina we Francji, w regionie Nowa Akwitania, w departamencie Pireneje Atlantyckie.
Według danych na rok 1990 gminę zamieszkiwało 910 osób, a gęstość zaludnienia wynosiła 78 osób/km² (wśród 2290 gmin Akwitanii Saint-Jean-le-Vieux plasuje się na 464. miejscu pod względem liczby ludności, natomiast pod względem powierzchni na miejscu 952.).